# Godebold von Meißen
Godebold († 31. August 1140) war von 1119 bis 1140 Bischof von Meißen.
Godebold erscheint auch mit den Namen Godebald, Godewald, Gottwald, Goswald, Gotthold, Gotthard, Gerhold oder Gorhold. Historische Bischofsreihen nennen als Nachfolger Herwigs noch einen Bischof Berthold, dieser ist aber urkundlich nicht fassbar und Machatschek folgt den Recherchen von Ernst Gotthelf Gersdorf, indem er Godebold als unmittelbaren Nachfolger Herwigs sieht.
Godebold wurde vom Magdeburger Metropoliten Rudgar von Veltheim inthronisiert. Mit dessen Nachfolger, dem heiligen Norbert von Xanten, verband Godebold ein freundschaftliches Verhältnis. Er stand ihm auch bei einem Aufruhr und seiner Verfolgung in Magdeburg bei. Auf einer 1130 abgehaltenen Diözesansynode war der Markgraf Konrad I. mit seinen Söhnen Otto, Dietrich, Heinrich, Dedo und Friedrich anwesend. Mehrere Klosterstiftungen fanden in seiner Zeit als Bischof statt.